# Autostíquids
Els autostíquids (Autostichidae) són una família de lepidòpters ditrisis de la superfamília dels gelequioïdeus (Gelechioidea).

## Subfamílies
Els autostíquids inclouen 638 espècies repartides en 6 subfamílies:
- Autostichinae Le Marchand, 1947
- Deocloninae Hodges, 1998
- Glyphidocerinae Hodges, 1998
- Holcopogoninae Gozmány, 1967
- Oegoconiinae Leraut, 1992
- Symmocinae Gozmány, 1957